# Elezioni presidenziali nelle Maldive del 2013
Le elezioni presidenziali nelle Maldive del 2013 si tennero il 9 novembre (primo turno) e il 16 novembre (secondo turno).
Indette in seguito al colpo di Stato realizzatosi nel febbraio 2012 e alle conseguenti dimissioni del Presidente Mohamed Nasheed, le elezioni videro la vittoria al ballottaggio di Abdulla Yameen, fratellastro dell'ex dittatore Maumoon Abdul Gayoom e sostenuto Partito Progressista delle Maldive.

## Storia
Dopo le dimissioni di Nasheed, la carica di presidente fu assunta per un anno e mezzo dal vicepresidente, Mohammed Waheed Hassan, che indisse nuove elezioni per il 7 settembre 2013.
I candidati alle elezioni erano il dimissionario Mohamed Nasheed per il Partito Democratico Maldiviano, Abdulla Yameen (fratellastro dell'ex dittatore Maumoon Abdul Gayoom) per il Partito Progressista delle Maldive, il tycoon Qasim Ibrahim (ex Ministro delle finanze di Gayoom) per il Partito Repubblicano, e Mohammed Waheed Hassan come indipendente sostenuto dal Partito di Unità Nazionale e dal Partito Popolare Maldiviano.
Al primo turno Nasheed raggiunse il 45% e u costretto al ballottaggio con Yamen, fermo al 25%; Ibrahim, arrivato terzo ed escluso per poco dal ballottaggio, presentò ricorso denunciando brogli. Nonostante non fossero state rilevate irregolarità dagli osservatori internazionali, la Corte suprema, dopo un braccio di ferro con la Commissione elettorale, l'8 ottobre decise di annullare il primo turno e di disporre la convocazione di nuove elezioni entro il 20 ottobre.
Le elezioni furono quindi convocate per il 19 ottobre, ma nel paese esplosero disordini: un gruppo di manifestanti entrò negli studi della televisione antigolpista Raajje Tv e vi appiccò il fuoco; Ahmed Naseem, ex ministro di Nasheed, denunciò continue intimidazioni al Partito Democratico Maldiviano; Ibrahim e Yameen si rifiutarono di firmare il registro degli elettori, atto previsto dal regolamento elettorale, e presentarono il 18 ottobre un ricorso alla Corte suprema, che bloccò di nuovo le elezioni; la polizia occupò l'ufficio elettorale e alcuni seggi di Malé per impedire lo svolgimento delle elezioni.
Il presidente uscente Hassan annunciò dapprima nuove elezioni per il 26 ottobre, poi di nuovo per il 9 novembre. I risultati del primo turno non si discostarono da quelli del turno annullato, con Nasheed al 47%, Yameen al 30% e Ibrahim al 23%.
La Corte suprema, su ricorso di Yameen, decise poi di rinviare il ballottaggio, previsto per la  settimana successiva, allo scopo di dare tempo sufficiente alla campagna elettorale. Il ballottaggio si tenne quindi il 17 novembre e vide la vittoria di Yameen, che ribaltò l'esito del primo turno, sconfiggendo Nasheed per 51% a 49%.

## Risultati
| Candidati              | Partito                            | Primo turno (annullato) | Primo turno (annullato) | Primo turno (ripetizione) | Primo turno (ripetizione) | Ballottaggio | Ballottaggio |
| Candidati              | Partito                            | Voti                    | %                       | Voti                      | %                         | Voti         | %            |
| ---------------------- | ---------------------------------- | ----------------------- | ----------------------- | ------------------------- | ------------------------- | ------------ | ------------ |
| Abdulla Yameen         | Partito Progressista delle Maldive | 53.099                  | 25,35                   | 61.278                    | 29,72                     | 111.203      | 51,39        |
| Mohamed Nasheed        | Partito Democratico Maldiviano     | 95.224                  | 45,45                   | 96.764                    | 46,93                     | 105.181      | 48,61        |
| Qasim Ibrahim          | Partito Repubblicano               | 50.422                  | 24,07                   | 48.131                    | 23,35                     |              |              |
| Mohammed Waheed Hassan | Indipendente                       | 10.750                  | 5,13                    |                           |                           |              |              |
| Totale                 | Totale                             | 209.495                 | 100                     | 206.173                   | 100                       | 216.384      | 100          |
| Schede bianche/nulle   | Schede bianche/nulle               | 2.395                   |                         | 2.331                     |                           | 2.237        |              |
| Votanti                | Votanti                            | 211.890                 | 88,44                   | 208.504                   | 87,20                     | 218.621      |              |
| Elettori               | Elettori                           | 239.593                 |                         | 239.105                   |                           | 239.165      |              |